# Regierungsbezirk Stade

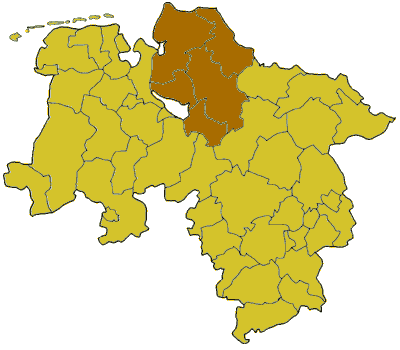
Regierungsbezirk Stade (braun) in Niedersachsen 1978 mit fünf angehörigen Landkreisen

Der Regierungsbezirk Stade war bis 1978 einer von acht niedersächsischen Regierungs- und Verwaltungsbezirken. Er lag im Elbe-Weser-Dreieck auf dem Gebiet der alten Herzogtümer Bremen und Verden.

## Geschichte

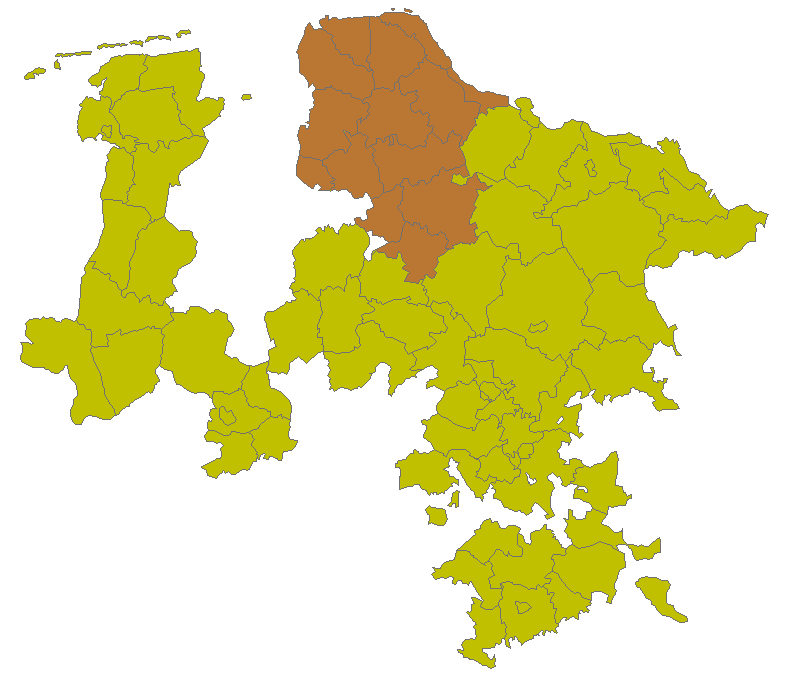
Regierungsbezirk Stade (braun) der preußischen Provinz Hannover (gelb) 1905 mit 14 angehörigen Kreisen

Die Geschichte des Regierungsbezirks Stade geht bis auf das Jahr 1885 zurück, als das Gebiet des ehemaligen Königreichs Hannover (seit 1866 preußische Provinz Hannover) auf Grundlage der vorherigen Landdrosteien in Regierungsbezirke eingeteilt wurde. Damals entstand der Regierungsbezirk Stade aus der gebietsgleichen Landdrostei Stade. Diese war 1823 in der Landdrostei-Ordnung im neuen Königreich Hannover aus der vorigen Provinzialregierung Stade gegründet worden, nachdem Hannover das Gebiet 1715 von Dänemark gekauft hatte.
Nach der Besetzung und Annexion Hannovers durch das Königreich Preußen infolge des Deutschen Krieges von 1866 wurden, nach dem Vorbild der bereits in anderen preußischen Provinzen 1815/16 errichteten Regierungsbezirke, solche auch in der neuen Provinz geschaffen. Dazu wurden am 1. April 1885 die bestehenden Landdrosteien reorganisiert und in Regierungsbezirke umbenannt. In diesen Regierungsbezirken wurden aus den ehemaligen Ämtern etwas größere Verwaltungseinheiten, die Landkreise, gegründet. Die Einwohnerzahl der Landdrostei Stade lag zu dieser Zeit bei etwa 300.000.
Der Regierungsbezirk Stade umfasste bei seiner Gründung die 14 Landkreise Achim, Blumenthal, Bremervörde, Geestemünde, Hadeln (Sitz in Otterndorf), Jork, Kehdingen (Sitz in Freiburg/Elbe), Lehe, Neuhaus, Osterholz (Sitz in Osterholz-Scharmbeck), Rotenburg in Hannover, Stade, Verden (Aller) und Zeven. 1924 wurde durch Vereinigung der seit 1913 kreisfreien Städte Lehe und Geestemünde die kreisfreie Stadt Wesermünde gegründet, die bis 1947 zum Regierungsbezirk Stade gehörte. Bei der Kreisreform von 1932 wurde die Anzahl der Landkreise auf sieben verkleinert. Blumenthal wurde dem Kreis Osterholz zugeschlagen, Achim kam zu Verden, Zeven zu Bremervörde, Neuhaus und Hadeln wurden zum Landkreis Land Hadeln, Altes Land und Kehdingen gingen an Stade und die Kreise Geestemünde und Lehe wurden zum Landkreis Wesermünde zusammengeschlossen.
1937 wurde im Rahmen des Groß-Hamburg-Gesetzes das Amt Ritzebüttel als kreisfreie Stadt Cuxhaven in den Regierungsbezirk Stade und damit in die preußische Provinz Hannover einbezogen. 1939 wurde die bisher zu Bremen gehörende Stadt Bremerhaven nach Wesermünde eingemeindet. Teile der Landkreise Osterholz und Verden gingen an die Stadt Bremen und verließen damit den Regierungsbezirk.
1947 stellten das OMGUS und die britische Militärregierung die Freie Hansestadt Bremen wieder her, bestehend aus den Städten Bremen und Wesermünde. Wesermünde wurde kurz darauf (wieder) in Bremerhaven umbenannt. Es verließ so den Regierungsbezirk Stade und wurde – wie das ganze Land Bremen – zugleich Exklave der US-Zone in der Britischen Zone.
Bei der Kreisreform, die in Niedersachsen im Wesentlichen von 1973 bis 1977 durchgeführt wurde, wurden die Kreise zu größeren Verwaltungseinheiten zusammengeschlossen und die kreisfreie Stadt Cuxhaven in den neuen Landkreis Cuxhaven integriert. Der Regierungsbezirk bestand dann nur noch aus den fünf Landkreisen Cuxhaven, Osterholz, Rotenburg (Wümme), Stade und Verden. Die Einwohnerzahl des Bezirks war zu dieser Zeit knapp 700.000. 1978 wurde das Gebiet des Regierungsbezirks Stade dem Regierungsbezirk Lüneburg zugeordnet, der wie alle niedersächsischen Regierungsbezirke am 31. Dezember 2004 aufgehoben wurde.

## Nachwirkungen in die heutige Zeit
Viele regionale Institutionen wie die Industrie- und Handelskammer, der Landschaftsverband Stade, die Landwirtschaftskammer oder der Sprengel Stade der evangelisch-lutherischen Landeskirche Hannover umfassen noch heute das Gebiet, das sich von der früheren Landdrostei Stade und dem danach folgenden Regierungsbezirk ableitet.

## Bevölkerungsentwicklung
| Landkreis            | Einwohner 1890 | Einwohner 1900 | Einwohner 1910 | Einwohner 1925 | Einwohner 1933 | Einwohner 1939 | Einwohner 1969 | Einwohner 1980 |
| -------------------- | -------------- | -------------- | -------------- | -------------- | -------------- | -------------- | -------------- | -------------- |
| Blumenthal           | 22.547         | 30.353         | 39.535         | 43.104         |                |                |                |                |
| Osterholz            | 28.232         | 29.205         | 31.284         | 32.545         | 80.216         | 41.529         | 80.600         | 93.700         |
| Achim                | 20.981         | 24.051         | 28.555         | 33.717         |                |                |                |                |
| Verden               | 25.125         | 26.392         | 27.638         | 28.177         | 63.441         | 51.643         | 88.900         | 110.300        |
| Zeven                | 14.060         | 15.318         | 15.825         | 20.569         | 44.021         |                |                |                |
| Bremervörde          | 17.040         | 18.159         | 19.858         | 22.305         |                | 45.455         | 72.700         |                |
| Rotenburg (Hannover) | 19.642         | 21.128         | 25.425         | 29.171         | 30.947         | 33.821         | 57.100         |                |
| Rotenburg (Wümme)    |                |                |                |                |                |                |                | 138.400        |
| Geestemünde          | 35.398         | 41.906         | 51.002         | 23.355         |                |                |                |                |
| Lehe                 | 32.165         | 43.040         | 58.685         | 23.736         |                |                |                |                |
| Wesermünde           |                |                |                |                | 47.695         | 49.632         | 78.900         |                |
| Stadt Wesermünde     |                |                |                | 72.065         | 77.461         | 86.043         |                |                |
| Neuhaus (Oste)       | 29.111         | 29.684         | 29.383         | 27.020         |                |                |                |                |
| Hadeln               | 16.652         | 15.959         | 16.662         | 16.921         |                |                |                |                |
| Land Hadeln          |                |                |                |                | 42.281         | 43.827         | 64.200         |                |
| Stadt Cuxhaven       |                |                |                |                |                | 22.094         | 45.200         |                |
| Cuxhaven             |                |                |                |                |                |                |                | 191.700        |
| Kehdingen            | 21.014         | 19.993         | 19.741         | 19.146         |                |                |                |                |
| Jork                 | 20.899         | 21.028         | 21.050         | 21.064         |                |                |                |                |
| Stade                | 35.359         | 38.804         | 42.712         | 44.652         | 88.253         | 88.548         | 139.400        | 163.400        |
| RB Stade             | 338.225        | 375.020        | 427.355        | 457.547        | 474.315        | 462.592        | 627.000        | 697.500        |

## Regierungspräsidenten
- 1885–1888 Ludwig Eberhardt Franzius
- 1888–1895 Gustav von Heyer
- 1895–1899 Edgar Himly
- 1899–1909 Rudolf von Reiswitz und Kaderzin
- 1909–1911 Kurd von Berg-Schönfeld
- 1911–1922 Hans Grashoff
- 1922–1933 Hermann Rose (1879–1943), Abgeordneter des Preußischen Landtags (1921–1932) für die DVP, auf Druck des Gauleiters Otto Telschow als Regierungspräsident zurückgetreten
- 1933–1936 Albert Leister (1890–1968), MdR (1930–1933) für die NSDAP
- 1936–1944 Arthur Schmidt-Kügler
- 1944–1945 Hermann Fiebing (1901–1960)
- 1945 Oskar Brenken kommissarisch
- November 1945–1948 Johann Thies (1898–1969), MdB (1956–1957) für die CDU
- 1948–1950 Werner Pollack (1886–1979)
- 1950 Friedrich Knost (1899–1982), kommissarisch
- 1950–1954 Walter Harm (1897–1964), MdB (1957–1964) für die SPD
- 1954–1958 Otto Wendt, MdL Niedersachsen (1959) für den GB/BHE
- 1958–1959 Curt Miehe (1903–1965), kommissarisch, Leiter der Niedersächsischen Staatskanzlei (1959–1964) und Minister für Bundesangelegenheiten, Vertriebene und Flüchtlinge der Niedersächsischen Landesregierung (1964–1965)
- 1959–1973 Helmut-Ernst Miericke (1914–1973)
- 1973–1977 Joachim Passow (1925–1983), als Regierungsvizepräsident vertretungsweise